# Калабрези, Артуро
Арту́ро Калабре́зи (итал. Arturo Calabresi; род. 17 марта 1996, Рим) — итальянский футболист, центральный защитник клуба «Пиза».

## Клубная карьера

### «Рома»
Калабрези является воспитанником молодёжной академии «Ромы», где он играл с 2007 года. 24 июля 2014 года Калабрези неофициально дебютировал за «Рому», заменив Эшли Коула на 62-й минуте в победном товарищеском матче против «Ливерпуля» (1:0).

#### Аренда в «Ливорно»
Летом 2015 года он был отдан в аренду на 6 месяцев в «Ливорно» из Серии B. 8 августа Калабрези дебютировал, заменив Федерико Чеккерини на 66-й минуте матча второго раунда Кубка Италии против «Анконы», который «темно-красные» выиграли в дополнительное время. 16 августа он играл в третьем раунде национального кубка, где его заменил Федерико Чеккерини на 104-й минуте проигранного в дополнительное время матча против «Карпи» (0:2). 12 сентября Калабрези дебютировал в Серии B в выездной игре над «Комо» (1:2). 18 сентября он забил свой первый профессиональный гол на 68-й минуте домашней игры против «Брешии» (3:1). Калабрези завершил аренду в «Ливорно», сыграв 12 матчей и забив 1 гол.

#### Аренда в «Брешиа»
Во время зимнего трансферного окна в 2016 году Калабрези был отправлен в 18-месячную аренду с прпвом выкупа в «Брешию» из Серии B. 6 февраля дебютировал за «ласточек» в Серии B в выездном матче против «Про Верчелли» (2:1). 11 апреля он забил свой первый гол за «Брешию» на 94-й минуте домашней игры против «Перуджи» (2:2). 9 мая он получил красную карточку на 66-й минуте выездного матча против «Специи». Калабрези завершил свою вторую часть сезона за «Брешию», сыграв 14 матчей, забив 1 гол и отдав 1 голевую передачу.
Калабрези сыграл свой первый матч в сезоне 7 августа во втором раунде Кубка Италии в домашней игры против «Пизы» (2:0). свой первый матч Серии B в сезоне он сыграл 27 августа в гостях против «Авеллино» (1:1). 21 января 2017 года он был удален с поля за две желтые карточки на 65-й минуте домашнего матча против «Авеллино» (2:0). Всего за «Брешию» он провел 44 матча, забил 1 гол и сделал 1 голевую передачу.

#### Аренда в «Специи» и «Фодже»
7 июля 2018 года Калабрези был отдан в аренду на сезон в «Специю». 19 сентября он дебютировал за «орлят», заменив Луку Виньяли на 60-й минуте домашней игры против «Новары» (1:0). 23 сентября сыграл свой первый матч в стартовом составе в выездном матче против «Салернитаны» (2:0). В январе 2018 года Калабрези был повторно вызван в «Рому», покинув Специю, сыграв всего 2 матча.
23 января 2018 года на правах аренды был отдан в «Фоджу» на шесть месяцев.

### «Болонья» и аренда в «Кальяри»
21 июня 2018 года «Болонья» подтвердила подписание Калабрези из «Ромы» за нераскрытую плату.
22 января 2021 года был отдан в аренду в «Кальяри».

### «Лечче»
29 июля 2021 года он присоединился к «Лечче» на постоянной основе.

### «Пиза»
11 августа 2022 года Калабрези подписал трехлетний контракт с «Пизой».

## Карьера за сборную
В составе сборной Италии до 17 лет он принимал участие на юношеском чемпионате Европы 2013 года в Словакии и на юношеском чемпионате мира 2013 года в ОАЭ.
12 августа 2015 года он дебютировал за сборную Италии до 21 года, заменив Франческо Викари на 46-й минуте товарищеского матча против Венгрии.

## Личная жизнь
Он сын итальянского актера и телеведущего Паоло Калабрези. В детстве он также ненадолго появился в 2010 году в эпизоде сериала «Борис» в роли сына персонажа, которого играет его отец.

## Статистика
| Клуб             | Сезон      | Лига       | Лига  | Лига | Кубок | Кубок | Европа | Европа | Другое | Другое | Итог  | Итог |
| Клуб             | Сезон      | Дивизион   | Матчи | Голы | Матчи | Голы  | Матчи  | Голы   | Матчи  | Голы   | Матчи | Голы |
| ---------------- | ---------- | ---------- | ----- | ---- | ----- | ----- | ------ | ------ | ------ | ------ | ----- | ---- |
| Рома             | 2014/15    | Серия A    | 0     | 0    | 0     | 0     | 0      | 0      | —      | —      | 0     | 0    |
| Ливорно (аренда) | 2015/16    | Серия B    | 10    | 1    | 2     | 0     | —      | —      | —      | —      | 12    | 1    |
| Брешиа (аренда)  | 2015/16    | Серия B    | 14    | 1    | —     | —     | —      | —      | —      | —      | 14    | 1    |
| Брешиа (аренда)  | 2016/17    | Серия B    | 30    | 0    | 1     | 0     | —      | —      | —      | —      | 31    | 0    |
| Специя (аренда)  | 2017/18    | Серия B    | 2     | 0    | 0     | 0     | —      | —      | —      | —      | 2     | 0    |
| Фоджа (аренда)   | 2017/18    | Серия B    | 9     | 0    | —     | —     | —      | —      | —      | —      | 9     | 0    |
| Болонья          | 2018/19    | Серия A    | 18    | 1    | 3     | 0     | —      | —      | —      | —      | 21    | 1    |
| Амьен (аренда)   | 2019/20    | Лига 1     | 21    | 1    | 1     | 0     | —      | —      | 3      | 0      | 25    | 1    |
| Болонья          | 2020/21    | Серия A    | 1     | 0    | 1     | 0     | —      | —      | —      | —      | 2     | 0    |
| Болонья          | Итог       | Итог       | 19    | 1    | 4     | 0     | 0      | 0      | 0      | 0      | 23    | 1    |
| Кальяри (аренда) | 2020/21    | Серия A    | 2     | 0    | 0     | 0     | —      | —      | —      | —      | 2     | 0    |
| Лечче            | 2021/22    | Серия B    | 0     | 0    | 0     | 0     | —      | —      | —      | —      | 0     | 0    |
| Общий итог       | Общий итог | Общий итог | 107   | 4    | 8     | 0     | 0      | 0      | 3      | 0      | 118   | 4    |

1. ↑  Матчи в Кубке французской лиги